# Ochlodes
Ochlodes es un género de mariposas de la familia Hesperiidae.

## Descripción
Especie tipo por designación original Hesperia nemorum Boisduval, 1852.

## Diversidad
Existen 21 especies reconocidas en el género, 5 de ellas tienen distribución neotropical. Al menos 3 especies se han reportado en la región Neártica

## Plantas hospederas
Las especies del género Ochlodes se alimentan de plantas de las familias Poaceae, Cyperaceae. Las plantas hospederas reportadas incluyen los géneros Sinarundinaria, Blepharoneuron, Microstegium, Cynodon, Elymus, Leymus, Phalaris, Agropyron, Alopecurus, Calamagrostis, Dactylis, Deschampsia, Phragmites, Brachypodium, Carex.